# Lijst van voetballers - J
Dit is een lijst van voetballers met een artikel op Wikipedia van wie de achternaam begint met de letter J.

## Ja

### Jaa
- Jussi Jääskeläinen

### Jab
- Léo Jabá

### Jac
- Jarosław Jach
- Simeon Jackson
- Ringo Jacobs
- Johnny Jacobsen
- Andrew Jacobson
- Aimé Jacquet

### Jae
- Paul Jaeckel

### Jag
- Phil Jagielka

### Jah
- Sanel Jahić

### Jai
- Radhi Jaïdi
- Jailson
- Jairzinho

### Jaj
- Mato Jajalo

### Jak
- Jahn Ivar Jakobsen
- Petri Jakonen
- Dejan Jakovic
- Martin Jakubko
- Eldin Jakupović

### Jal
- Ville Jalasto
- Kew Jaliens
- Michael Jaliens
- Gaby Jallo
- Tomi Jalo
- Marcin Jałocha
- Jasse Jalonen

### Jam
- Gotsja Jamaraoeli
- David James

### Jan
- Renat Janbajev
- Carsten Jancker
- Paweł Janas
- Davit Janasjia
- Zaza Janasjia
- Tibor Jančula
- Dawid Janczyk
- Jandrei
- Vitaly Janelt
- Čedomir Janevski
- Zdzisław Janik
- Edgaras Jankauskas
- Boško Janković
- Marko Janković
- Daryl Janmaat
- Vladimír Janočko
- Adnan Januzaj
- Ron Jans
- Jens Janse
- Anco Jansen
- Kevin Jansen
- Koen Jansen
- Michael Jansen
- Rudy Jansen
- Wim Jansen
- Bryan Janssen
- Jarno Janssen
- Pier Janssen
- Theo Janssen
- Tim Janssen
- Chris Janssens
- Hannu Jäntti
- Ahmed Januzi
- Gérard Janvion

### Jar
- Mário Jardel
- Rainer Jarohs
- Paweł Jaroszyński
- Rune Jarstein
- Petri Järvinen

### Jas
- Lev Jasjin
- Raymond Jaspers
- Dennis Jastrzembski

### Jav
- Vagif Javadov
- Jari Jäväjä

## Jb
- Nordin Jbari

## Je
- Jean
- Daniel Jeandupeux
- Mile Jedinak
- Artur Jędrzejczyk
- Tin Jedvaj
- Francis Jeffers
- Peter Jehle
- Gérard Jeitz
- Petar Jekovic
- Nikica Jelavić
- Andrej Jeliazkov
- Ireneusz Jeleń
- Erik Jendrišek
- Pat Jennings
- Birger Jensen
- Claus Jensen
- Daniel Jensen
- David Jensen
- Isak Jensen
- Mike Jensen
- Mikkel Jensen
- Niclas Jensen
- Roald Jensen
- Viggo Jensen
- Allan Jepsen
- Dražan Jerković
- Jure Jerković
- Aleksej Jerjomenko
- Roman Jerjomenko
- Alfred Jermaniš
- Aleksandr Jerochin
- Igor Jesus
- Omar de Jesús
- Jan Jeuring
- Dragoslav Jevrić
- Róbert Jež

## Ji
- Eduardo Jiguchi
- Israel Jiménez
- Mylian Jiménez
- Raúl Jiménez
- Kim Jin-yong
- Li Jinyu
- Petr Jiráček
- Gia Jisjkariani
- Micheil Jisjkariani

## Jo

### Joa
- João Pedro
- Aurélien Joachim
- Joaquín
- Wesley Jobello

### Joe
- Roger Joe

### Jof
- Jofre

### Joh
- Diego Jóhannesson
- Aron Jóhannsson
- Benny Johansen
- Henry Johansen
- Erik Johansson
- Jakob Johansson
- Jonaton Johansson
- Mattias Johansson
- Collins John
- Declan John
- George John
- Paddy John
- Erland Johnsen
- Frode Johnsen
- Ronny Johnsen
- Adam Johnson
- Will Johnson

### Jok
- Slaviša Jokanović
- Bojan Jokić

### Jol
- Martin Jol
- Ernst-Aleksandr Joll

### Jon
- Cobi Jones
- David Jones
- Paul Jones
- Rob Jones
- Steve Jones
- Vinnie Jones
- Frenkie de Jong
- Luuk de Jong
- Marcel de Jong
- Nigel de Jong
- Jerry de Jong
- Jean-Paul de Jong
- Siem de Jong
- Jan de Jonge
- Wim Jonk
- Eggert Jónsson
- Ingvar Jónsson
- Jan Jönsson
- Jens Jønsson
- Markus Jonsson

### Joo
- Patrick Joosten

### Jop
- Mariusz Jop

### Jor
- Jason Jordan
- Joan Jordán
- Bojan Jorgačević
- Artur Jorge
- Rui Jorge
- Emil Jørgensen
- Filip Jörgensen
- Martin Jørgensen
- Nicolai Jørgensen
- Jesse Joronen

### Jos
- Jonathan Joseph-Augustin
- Angel Josjev

### Jou
- Jonathan Joubert

### Jov
- Mićun Jovanić
- Đorđe Jovanović
- Milan Jovanovic
- Vukašin Jovanović
- Dejan Joveljić
- Stevan Jovetić
- Brice Jovial
- Boban Jović
- Igor Jovićević
- Christo Jovov

### Joy
- Benji Joya

### Joz
- Mirko Jozić

## Ju
- Juanfran (1976)
- Juanfran (1985)
- Efraín Juárez
- Roland Juhász
- Stjepan Jukić
- Agustín Julio
- Sebastian Jung
- Jung Seung-hyun
- Jung Sung-ryong
- Júnior
- Gintaras Juodeikis
- Josip Juranović
- Krunoslav Jurčić
- Markus Jürgenson
- Goran Jurić
- Tomi Jurić
- Jef Jurion
- Matthew Jurman
- Gernot Jurtin
- Andrzej Juskowiak
- James Justin
- Jørgen Juve

A · B · C · D · E · F · G · H · I · J · K · L · M · N · O · P · Q · R · S · T · U · V · W · X · Y · Z